# 가토 도시카즈
가토 도시카즈(일본어: 加藤 寿一, 1981년 5월 28일 ~ )는 일본의 전 축구 선수이다.

## 구단 경력
과거 아비스파 후쿠오카에서 활동하였다.